# Домрачёв, Георгий Владимирович
Гео́ргий Влади́мирович Домрачёв (06.02.1894 — 07.04.1957) — советский учёный в области ветеринарной рентгенологии, член-корреспондент ВАСХНИЛ (1956).

## Биография
Родился в с. Аджим Малмыжского уезда Вятской губернии.
Окончил Казанский ветеринарный институт (1919). Работал там же: ассистент (1919—1926), доцент (1926—1929), зав. кафедрой (1929—1938).
В 1938—1954 начальник кафедры Военно-ветеринарной академии. С 1955 заведующий кафедрой диагностики и терапии Казанского ветеринарного института.
Доктор ветеринарных наук (1936), профессор (1929), член-корреспондент ВАСХНИЛ (1956).
Основные научные исследования посвящены разработке рентгенодиагностики заболеваний внутренних органов животных, диагностики и терапии болезней лошадей.
Награждён медалями СССР и ВСХВ.
Публикации:
- Аритмии и болезни миокарда у лошадей. — М.: Воен.-вет. акад. Крас. Армии, 1941. — 70 с.
- Диагностика болезней лошади: крат. рук. для войскового вет. врача / Соавт.: П. С. Ионов, Л. А. Фадеев; Вет. упр. Крас. Армии. — М.: Сельхозгиз, 1945. — 178 с.
- Лобулярные пневмонии у лошадей // Сб. работ воен.-вет. фак. при Моск. вет. акад. — Т. 6. — М., 1949. — С. — 5—19.
- Патология и терапия внутренних незаразных болезней сельскохозяйственных животных: учеб. пособие для вет. ин-тов и фак. / Соавт.: С. И. Смирнов и др. — М.: Сельхозгиз, 1960. — 504 с.

Брат — Домрачёв, Иван Владимирович — профессор медицины, заслуженный  деятель  науки  РСФСР.